# Мухаметкулов, Аксан Баймурзич
Аксан Баймурзич Мухаметкулов (встречаются др. вар. написания имени Ахсан Баймурзович, баш. Әхсән Баймырҙа улы Мөхәммәтҡулов; 1895—1938) — башкирский советский государственный деятель. Председатель Совета Народных Комиссаров Башкирской АССР (1925—1930), член Президиума Центрального Исполнительного Комитета СССР (1935—1938).

## Биография
Родился 17 октября 1895 года в деревне Макарово Стерлитамакского уезда Уфимской губернии (ныне Ишимбайского района Башкортостана).
В 1912—1914 гг. обучался в 2-х классном училище. Участвовал в Первой мировой войне.
В 1918—1921 гг. — председатель Гирей-Кичакского, Макаровского волостных исполкомов. Был членом коллегии Народного комиссариат продовольствия Автономной Башкирской Советской Республики.
В 1920 году вступил в ряды РКП(б).
В 1922—1925 гг. — председатель Месягутовского кантонного исполнительного комитета. Являлся сначала заместителем наркома, а затем народным комиссаром земледелия Башкирской АССР.
В 1925—1931 гг. — председатель Совета Народных Комиссаров Башкирской республики.
В 1931—1933 гг. — слушатель Всесоюзной плановой академии.
В 1933—1938 гг. работал в Казахской ССР. Был членом Центрального Исполнительного Комитета СССР. В 1935 году работал председателем городского исполнительного комитета города Актюбинска.
Репрессирован как «башкирский националист». 15 ноября 1937 года арестован НКВД. 11 ноября 1938 года приговорён к расстрелу по статье 58 УК РСФСР (пункты 2,7,8, 11). Позднее казнь заменили на 11 лет заключения. Дальнейшая судьба была многие годы неизвестна. Гизитдин Иргалин в энциклопедической статье приводит следующие данные смерти 14 ноября 1938 года, Алма‑Ата
Реабилитирован посмертно 27 июня 1957 года.

## Память
В целях увековечения имени А. Б. Мухаметкулова, Кабинет Министров Республики Башкортостан утвердило Постановление от 18 января 1996 года № 16 «Об увековечении имени видного государственного деятеля Башкортостана А. Б. Мухаметкулова».
- В селе Макарово действует музей Ахсана Мухаметкулова.
- Именем А. Б. Мухаметкулова названа улица в микрорайоне Кузьминовке города Ишимбая.